# Entropie (Film)
Entropie ist ein deutscher Horrorfilm von Daniel Flügger, Markus Hagen  und Matthias Wissmann aus dem Jahr 2011. Der Film ist eine Zusammenstellung aus vier verschiedenen Kurzfilmen, verknüpft mit der im Plot genannten Rahmenhandlung. Der Titel ist in Deutschland nur in einer geschnittenen Version FSK-geprüft. Der Film wurde von Breitwand Film (Markus Hagen) auf DVD veröffentlicht.

## Handlung
Ein Verdächtiger sitzt einem Kriminalbeamten gegenüber. Er macht eine Aussage, die einer Beichte gleichkommt: Er hat vom Morden und Menschenhandel genug. Er offenbart Informationen über die Entführung und Ermordung der Freundin eines Unterweltbosses. Was sich zunächst als einfacher Fall darstellt – entwickelt sich doch ganz anders.